# Empodisma minus
Espèce
Empodisma minus est une plante herbacée de la famille des Restionaceae.